# Availles-sur-Seiche
Availles-sur-Seiche (en bretó  Avallod-ar-Sec'h, en gal·ló Avaylh) és un municipi francès, situat a la regió de Bretanya, al departament d'Ille i Vilaine. L'any 2006 tenia 647 habitants.

## Demografia
| 1962                                       | 1968 | 1975 | 1982 | 1990 | 1999 |
| ------------------------------------------ | ---- | ---- | ---- | ---- | ---- |
| 443                                        | 475  | 448  | 433  | 425  | 512  |
| Des de 1962: població sense dobles comptes |      |      |      |      |      |

## Administració
| Període   | Identitat       | Partit |
| --------- | --------------- | ------ |
| 2001-2008 | Joseph Rubin    |        |
| 2008-     | Élisabeth Carré |        |